# 方红卫 (水利工程专家)
方红卫，清华大学教授，南方科技大学副校长，研究领域包括计算河流及河口海岸动力学、水环境与水生态、水利信息化。中国国家杰出青年基金获得者，中国教育部“长江学者”特聘教授。

## 主要经历
先后完成了长江三峡工程、黄河滩区、珠江龙滩工程等泥沙冲淤分析计算及永定河防洪和水生态治理研究任务。

## 研究成果[3]
- “河流动力学及江河工程泥沙调控新机制”获得中国国家自然科学二等奖；
- “泥沙、核素、温排水耦合输移关键技术及在沿海核电工程中应用”获得中国国家科技进步二等奖；
- 基础研究成果“生态河流动力学”获得美国土木工程师协会（ASCE）Hans Albert Einstein奖。